# 植松二郎
植松 二郎（うえまつ じろう、1947年8月30日 - ）は、日本の作家。

## 来歴
兵庫県神戸市生まれ、兵庫県神戸市出身。神奈川県藤沢市で育つ。神奈川県立湘南高校時代はサッカー部に在籍し、1965年に関東大会を制したメンバーの1人である。早稲田大学政治経済学部卒業。
卒業後、株式会社日本デザインセンターに入社。制作局・コピーライターとして勤務。在職中に東京コピーライターズクラブ新人賞受賞。
独立後、フリーライターとして広告制作のほか、小説、取材記事などの仕事を続ける。1992年、『ペンフレンド』で第40回毎日児童小説最優秀賞。1996年、『春陽のベリーロール』で第12回織田作之助賞を受賞。
長距離ランナーを主題にした小説『人びとの走路』、熊本県水俣市の多くの市民に取材した生活ドキュメント『水俣堂々』、知的発達障害者たちの世界的なスポーツ活動をテーマとしたノンフィクション『今日もどこかでスペシャルオリンピックス』などをはじめ、さまざまなフィールドで活動している。情の機微をつく作風にファンが多い。
2018年から4年間かけて、湘南高校サッカー部の百周年記念誌の最終執筆を担当した。2021年11月に発行された『湘南蹴球百年誌』は、湘南高校サッカー部のHPで公開されている。

## 受賞歴
- 1992年『ペンフレンド』第40回毎日児童小説最優秀賞
- 1996年『春陽のベリーロール』第12回織田作之助賞受賞

## 著書
- 『ペンフレンド』童話屋 1992年
- 『かえだま日曜日』童話屋 1992年
- 『推理短編六佳撰』（共著）東京創元社 1995年
- 『春陽のベリーロール』関西書院 1996年
- 『短いスピーチ傑作選』成美堂出版 2000年
- 『人びとの走路』NHK出版 2001年
- 『げんこつ雲の空へ』佼成出版社 2002年
- 『きょうだいは70人』佼成出版社 2003年
- 『賢者の処世術』成美堂出版 2004年
- 『今日もどこかでスペシャルオリンピックス』佼成出版社 2004年
- 『会話力検定ドリル』成美堂出版 2006年
- 『テーブルの出来事』幻冬舎メディアコンサルティング 2008年
- 『賢者の言葉』PHP研究所 2009年
- 『水俣堂々』（非売）水俣市 2017年
- 『空も人も晴れている』（非売）湯梨浜町 2019年